# I masnadieri
I masnadieri (Los bandidos) es una ópera en cuatro actos con música de Giuseppe Verdi y libreto en italiano de Andrea Maffei, basado en Die Räuber de Friedrich von Schiller. Fue estrenada el 22 de julio de 1847 en el Teatro de Su Majestad en Londres.

## Historia

### Composición
En 1842 Benjamin Lumley asumió la administración de Her Majesty's Theatre, la sede tradicional de la ópera italiana en Londres. Tres años más tarde Ernani de Verdi recibió su primera producción británica en su teatro con gran aplauso del público lo que convenció a Lumley de que debía encargar una ópera a Verdi, quien entonces emergía como el compositor italiano más destacado, para un estreno mundial en Londres. Verdi aceptó la proposición de Lumley y la producción fue programada para el verano de 1846. Desafortunadamente, sin embargo, la salud de Verdi se deterioró y en estreno de la nueva obra tuvo que posponerse hasta 1847. 
Durante este período de sanación, uno de los amigos íntimos de Verdi, Andrea Maffei, un distinguido poeta que había traducido tanto a Shakespeare como a Schiller al italiano, sugería que Macbeth y Die Rãuber de Schiller podrían ser temas operísticos adecuados. El propio Maffei trabajó en el libreto para la ópera de Schiller, que en italiano se convirtió en I masnadieri, mientras que Piave, uno de los libretistas habituales de Verdi, estaba ocupado proporcionando un texto adecuado para Macbeth.
Verdi al principio quería que I masnadieri se produjera durante la temporada de carnaval de 1847 en Florencia con el estreno de Macbeth en Londres más tarde aquel año. Desafortunadamente, sin embargo, no había un tenor apropiado en Florencia para el exigente papel de Carlo, de manera que Verdi decidió terminar Macbeth primero para una representación en Florencia y luego producir I masnadieri en Londres.

### Representaciones
Verdi dejó Italia a finales de mayo de 1847 con su obra de Londres terminada, excepto la orquestación, que dejó hasta empezar a ensayar la ópera. El reparto reunido para el estreno de 22 de julio de 1847 fue del más alto estándar internacional. En particular, como lo más destacado de su primera temporada en Inglaterra, la gran soprano de coloratura sueca Jenny Lind fue contratada para crear el papel de Amalia, la heroína de la ópera.
La reina Victoria y el príncipe Alberto acudieron al estreno, junto con el duque de Wellington y cada miembro de la aristocracia británica y sociedad de moda fue capaz de obtener su admisión.
Después de considerable persuasión Verdi estuvo conforme en dirigir el estreno, que fue un éxito triunfante, y la prensa fue en líneas generales, generosa con sus alabanzas. Desafortunadamente, su éxito inicial no se repetiría en otros lugares; quizás (al menos en parte) por las inconsistencias y excesos del libreto.
La ópera se ha representado raramente en el siglo XX en adelante. En los Estados Unidos, la Ópera de San Diego la presentó durante su "Festival Verdi" en el verano de 1984 con Joan Sutherland en el papel de Amalia. Se dice que Vincent La Selva (ahora de la New York Grand Opera) dio su primera representación estadounidense en 127 años en 1994. Apareció en 1996 como parte del ciclo "Viva Verdi" de todas las óperas del compositor presentadas en orden cronológico.
La Ópera de Sarasota, una compañía que planea presentar todas las óperas de Verdi antes de 2013, presentó I masnadieri en 2006. Además, representaciones de concierto se han dado por la Orquesta de la Ópera de Nueva York en febrero de 1975 y en marzo de 1999 con el barítono ruso Dmitri Hvorostovsky. Más recientemente, se presentó por la Ópera de Zúrich en diciembre de 2010, con Fabio Sartori, Thomas Hampson e Isabel Rey, en los principales papeles, y la Ópera de Fráncfort en noviembre de 2008 y de nuevo en junio de 2011.
Esta ópera se representa poco; en las estadísticas de Operabase aparece la n.º 229 de las óperas representadas en 2005-2010, siendo la 68.ª en Italia y la decimonovena de Verdi, con 11 representaciones en el período.

## Personajes
| Personaje                           | Tesitura              | Reparto el 22 de julio de 1847 Director: Giuseppe Verdi |
| ----------------------------------- | --------------------- | ------------------------------------------------------- |
| Massimiliano (conde de Moor)        | bajo                  | Luigi Lablache                                          |
| Carlo (hijo de Massimiliano)        | tenor                 | Italo Gardoni                                           |
| Francesco (hijo de Massimiliano)    | barítono              | Filippo Coletti                                         |
| Amalia (sobrina de Massimiliano)    | soprano de coloratura | Jenny Lind                                              |
| Arminio (chambelán de Massimiliano) | tenor                 | Leone Corelli                                           |
| Rolla (bandido)                     | barítono              | Dal-Fiori                                               |
| Moser (un sacerdote)                | bajo                  | Lucien Bouché                                           |